# Kentish Town (métro de Londres)
Kentish Town (en anglais : Kentish Town tube station, ou Kentish Town Underground station), est une station de la ligne Northern  du métro de Londres, en zone 2 Travelcard. Elle est située sur la Kentish Town Road à Kentish Town dans le borough londonien de Camden sur le territoire du Grand Londres.
Elle est en correspondance avec la gare de Kentish Town, dont elle partage une entrée commune.

## Services aux voyageurs

### Desserte
La gare est desservie par la Northern line.

Installations
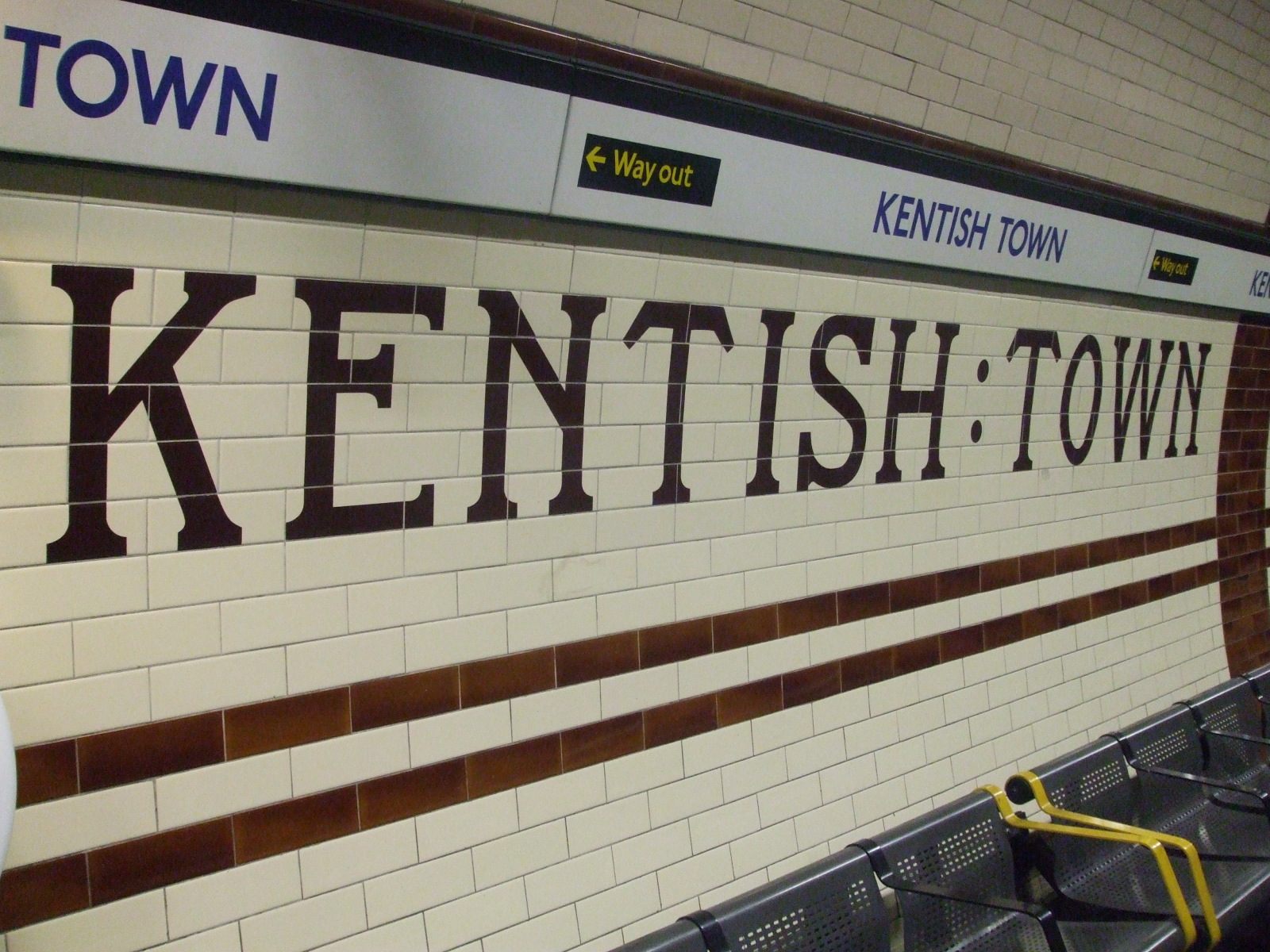
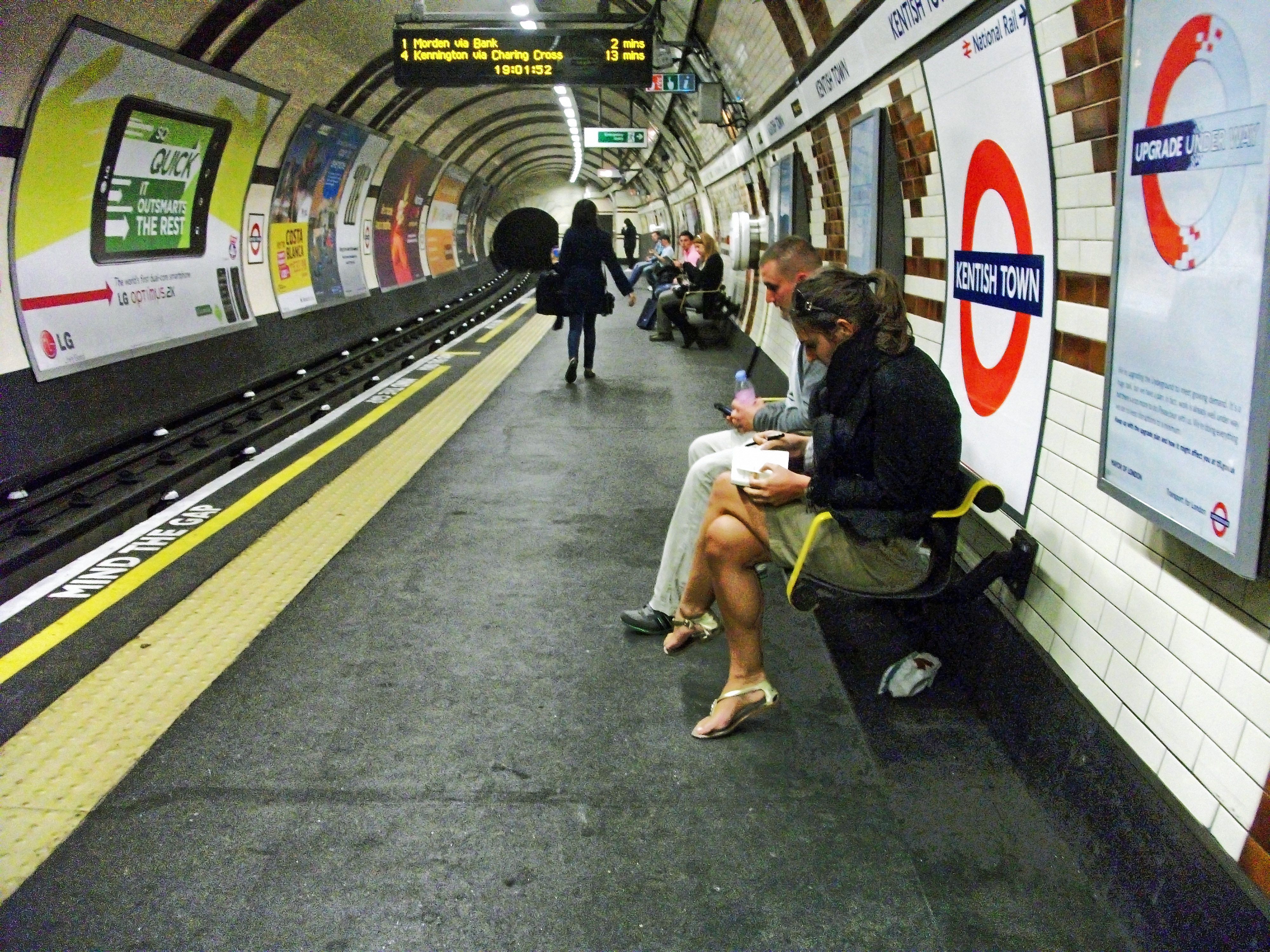
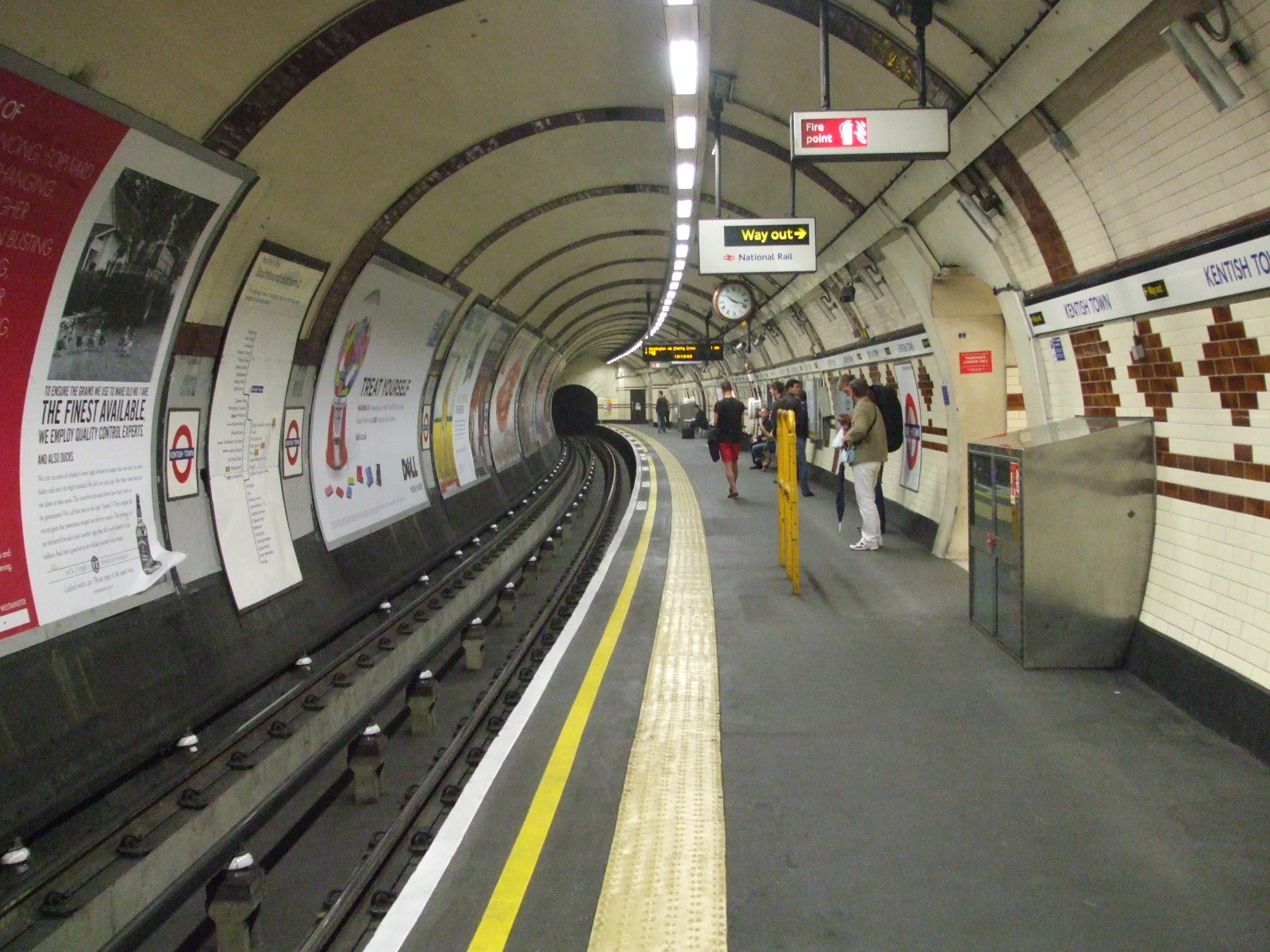

### Intermodalité
La station est en correspondance avec la gare de Kentish Town, desservie par des trains de Thameslink et de la Ligne principale des Midlands (en).

## À proximité
- Kentish Town